# فرانكنبرغ (ساكسونيا)
فرانكنبرغ زاكسن (بالألمانية: Frankenberg, Saxony) هي بلدة ألمانية تقع في ألمانيا في ساكسونيا.  يقدر عدد سكانها بـ 16,521 نسمة .

## المدن التوأمة
مدن Frankenberg، Mühlbach و Sachsenburg هي مدن توأمة لـفرانكنبرغ زاكسن.

## أعلام
- فرانشيسكا هوفمان
- بير كلوغه
- إبرهارد فوغل
- أولريش بيكر
- فرانز كوهن